# Тиран-крихітка болівійський
Тиран-крихітка болівійський (Phyllomyias sclateri) — вид горобцеподібних птахів родини тиранових (Tyrannidae). Мешкає в Андах. Вид названий на честь британського орнітолога Філіпа Склейтера.

## Підвиди
Виділяють два підвиди:
- P. s. subtropicalis (Chapman, 1919) — південний схід Перу (Куско, Пуно);
- P. s. sclateri Berlepsch, 1901 — Болівія і північно-західна Аргентина (на південь до Тукуману).

## Поширення і екологія
Болівійські тирани-крихітки мешкають в Перу, Болівії і Аргентині. Вони живуть у вологих гірських і рівнинних тропічних лісах. Зустрічаються на висоті від 400 до 2400 м над рівнем моря.